# Komsilga (Pissila)
Pour les articles homonymes, voir Komsilga.
Komsilga est une localité située dans le département de Pissila de la province du Sanmatenga dans la région Centre-Nord au Burkina Faso.

## Géographie
Komsilga se trouve à 2 km au nord-ouest de Goèma, à 2 km au nord de Lebda, à 20 km au sud-ouest de Pissila, le chef-lieu du département, et à environ 12 km au sud-est du centre de Kaya, la capitale régionale. Le village est à 4 km au sud-est de la route nationale 3, axe important reliant à Kaya à Pissila puis Tougouri, et à 5 km au nord-est de la route nationale 15, reliant Kaya à Boulsa.

## Économie
L'agro-pastoralisme (en association avec la ferme-pilote de Goèma) est l'activité principale de Komsilga qui possède également un important marché local.

## Éducation et santé
Le centre de soins le plus proche de Komsilga est le centre de santé et de promotion sociale (CSPS) de Lebda tandis que le centre hospitalier régional (CHR) se trouve à Kaya. Cependant, un CSPS est construction à Goèma qui doit être ouvert à la fin 2021.
Komsilga possède une école primaire publique.